# Monacos Grand Prix 1976
Monacos Grand Prix 1976 var det sjätte av 16 lopp ingående i formel 1-VM 1976.  

## Resultat
1. Niki Lauda, Ferrari, 9 poäng
2. Jody Scheckter, Tyrrell-Ford, 6
3. Patrick Depailler, Tyrrell-Ford, 4
4. Hans-Joachim Stuck, March-Ford, 3
5. Jochen Mass, McLaren-Ford, 2
6. Emerson Fittipaldi, Fittipaldi-Ford, 1
7. Tom Pryce, Shadow-Ford
8. Jean-Pierre Jarier, Shadow-Ford
9. Carlos Pace, Brabham-Alfa Romeo
10. John Watson, Penske-Ford
11. Michel Leclère, Wolf-Williams-Ford
12. Jacques Laffite, Ligier-Matra (varv 75, olycka)
13. Chris Amon, Ensign-Ford
14. Clay Regazzoni, Ferrari (73, olycka)

### Förare som bröt loppet
- Gunnar Nilsson, Lotus-Ford (varv 39, motor)
- Ronnie Peterson, March-Ford (26, olycka)
- James Hunt, McLaren-Ford (24, motor)
- Vittorio Brambilla, March-Ford (9, upphängning)
- Alan Jones, Surtees-Ford (1, kollision)
- Carlos Reutemann, Brabham-Alfa Romeo (0, olycka)

### Förare som ej kvalificerade sig
- Jacky Ickx, Wolf-Williams-Ford
- Henri Pescarolo, BS Fabrications (Surtees-Ford)
- Larry Perkins, Boro-Ford
- Harald Ertl, Hesketh-Ford
- Arturo Merzario March-Ford

## VM-ställning
| Förarmästerskapet 1. Niki Lauda, Ferrari, 48 2. Clay Regazzoni, Ferrari, 15 James Hunt, McLaren-Ford, 15 3. Patrick Depailler, Tyrrell-Ford, 14 Jody Scheckter, Tyrrell-Ford, 14 | Konstruktörsmästerskapet 1. Ferrari, 51 2. Tyrrell-Ford, 22 3. McLaren-Ford, 21 |